# 北佐世保駅

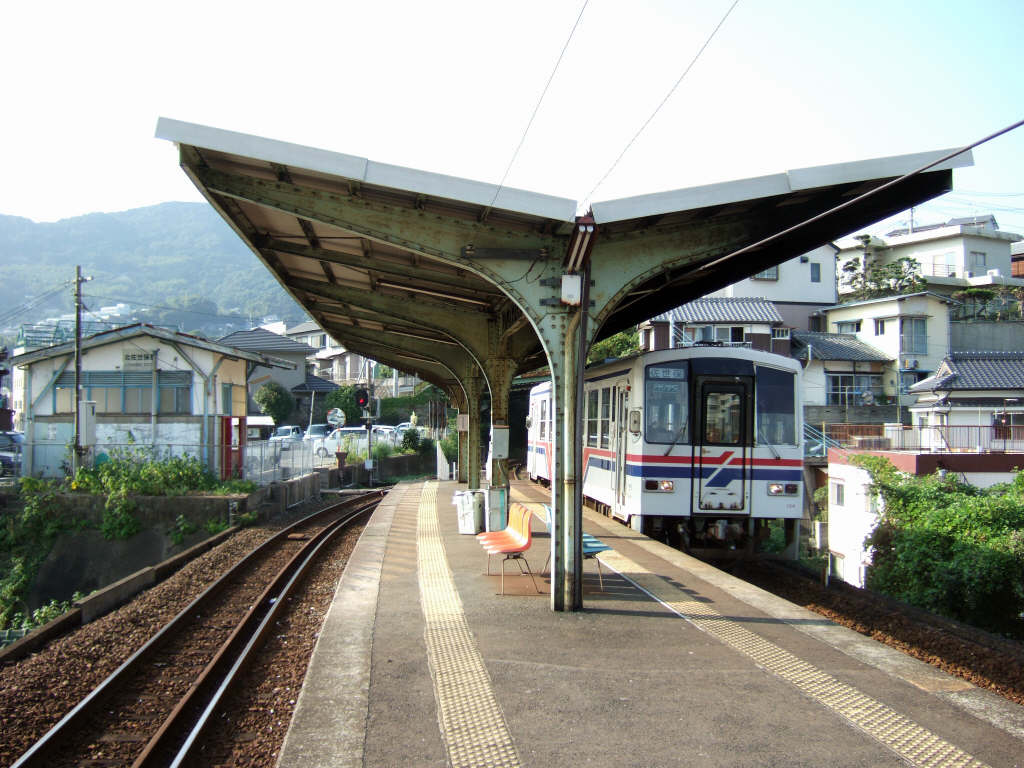
佐世保方から見たホーム。駅舎は半分解体後（2006年10月）

北佐世保駅（きたさせぼえき）は、長崎県佐世保市俵町にある松浦鉄道西九州線の駅である。

## 歴史
- 1935年（昭和10年）11月9日：鉄道省佐世保線佐世保 - 当駅間開通時に開設[1]。
- 1943年（昭和18年）8月30日：松浦線当駅 - 左石間改軌・新線開業、佐世保線佐世保 - 当駅間が松浦線に編入され、松浦線の駅となる。
- 1960年（昭和35年）1月15日：貨物取扱（小口扱のみ）廃止[1]。
- 1970年（昭和45年）10月1日：荷物扱い廃止[1][2]。無人駅化[3]。
- 1987年（昭和62年）4月1日：国鉄分割民営化に伴い、JR九州松浦線の駅となる[1]。
- 1988年（昭和63年）4月1日：第三セクター松浦鉄道への転換に伴い、同社西九州線の駅となる[1]。

## 駅構造
島式ホーム1面2線を有する地上駅で、無人駅である。2003年頃に駅舎の半分が解体され、駐車場となり、その後駅舎は完全に解体され、駅舎跡地には便所が建てられている。構内佐世保方は途中から高架となっており、そちら側からは高架駅のように見える。駅舎とは構内踏切で連絡しており、駅前に佐世保俵町商店街管理の駐車場がある。

### のりば
| ホーム | 路線      | 方向 | 行先                                 | 備考 |
| ------ | --------- | ---- | ------------------------------------ | ---- |
| 南側   | ■西九州線 | 上り | 佐々・たびら平戸口・松浦・伊万里方面 |      |
| 北側   | ■西九州線 | 下り | 佐世保方面                           |      |

※案内上ののりば番号は設定されていない。

## 利用状況
2023年度の1日平均乗降人員は539人である。
| 年度               | 1日平均 乗降人員 |
| ------------------ | ---------------- |
| 2019年（令和元年） | 522              |
| 2020年（令和02年） | 425              |
| 2021年（令和03年） | 443              |
| 2022年（令和04年） | 518              |
| 2023年（令和05年） | 539              |

## 駅周辺
- 俵町商店街
- 桜の聖母幼稚園（佐世保鉄道上佐世保駅跡地）
- 長崎県立佐世保中央高等学校
- 聖和女子学院中学校・高等学校
- 長崎県立佐世保北中学校・高等学校
- 佐世保女子高等学校
- 佐世保市立清水小学校
- 佐世保市立山手小学校
- 佐世保市立清水中学校
- 佐世保市立花園中学校
- マックスバリュ梅田店
- 保立町公民館
- 梅田町公民館
- 国道204号

## 隣の駅
松浦鉄道
■西九州線
快速
泉福寺駅 - 北佐世保駅 - 佐世保中央駅
普通
山の田駅 - 北佐世保駅 - 中佐世保駅